# 소켓 AM3+

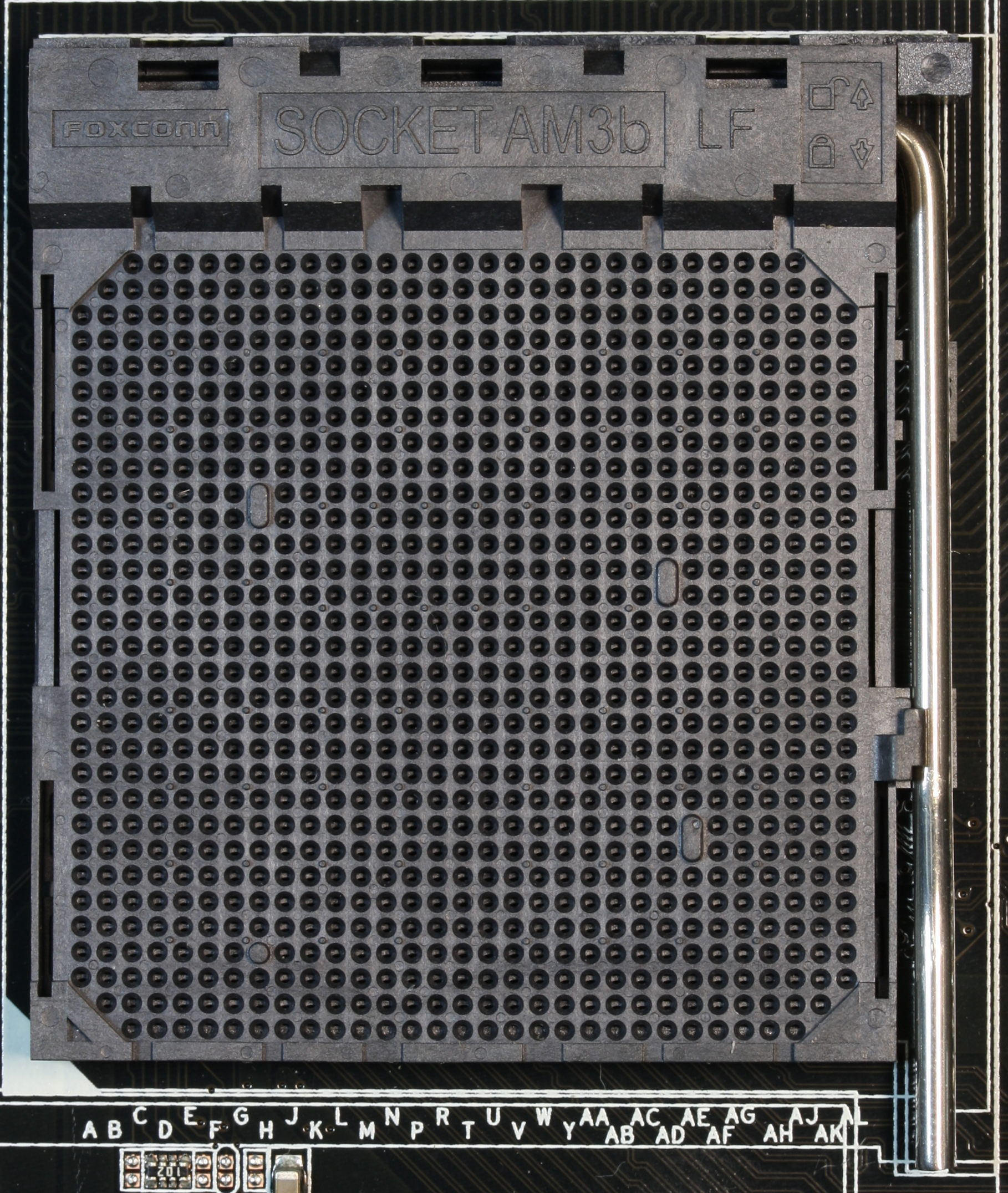

소켓 AM3+는 2009년 2월 9일에 출시된 소켓 AM3의 수정 버전이다. AM3는 AMD 불도저 마이크로아키텍처를 사용하는 CPU용으로 설계된 2011년 중반에 출시되었으며 AM3용으로 제작된 프로세서와의 호환성을 유지한다. AMD CPU의 Vishera 라인도 모두 소켓 AM3+을 사용한다. 이는 윈도우 XP 지원이 공식적으로 존재하는 마지막 AMD 소켓이다.

## 기술 사양
AM3 소켓 사양에는 이전 AM3에 비해 몇 가지 주목할만한 디자인 변경 사항이 포함되어 있다. AM3의 942개 핀 수는 AM3 소켓 레이아웃에 비해 1개 증가한 것이다. AM3 소켓은 AM3 소켓의 0.45mm에 비해 핀 소켓 직경이 0.51mm로 더 크다. 400kHz에 비해 CPU에서 전원 컨트롤러까지 3400kHz의 더 빠른 직렬 링크가 있다. AM3 소켓은 110A에서 145A로 증가된 최대 전류 지원을 포함하여 향상된 전원 조절 및 전력 품질 사양을 제공한다. 또한 재설계된 CPU 쿨러 고정 장치가 있어 CPU 냉각을 위한 약간 더 나은 공기 흐름을 허용하는 동시에 쿨러 이전 버전과의 호환성을 유지한다.
일부 제조업체에서는 AM3 소켓 사용 및 BIOS 업그레이드를 통해 일부 AM3 기술 마더보드에 AM3 지원을 제공하려고 시도했다. AM3 CPU에는 AM3 소켓이 수용할 수 없는 추가 핀이 있으므로 AM3 CPU는 AM3 소켓과 기계적으로 호환되지 않는다. 또 다른 문제는 CPU에서 온도를 읽기 위해 측파대 온도 센서 인터페이스를 사용하는 것이다. 따라서 일부 CPU PWM 팬 헤더는 최대 속도로만 실행될 수 있다. 또한 빠른 VCORE 전환에 대한 지원 부족으로 인해 특정 절전 기능이 작동하지 않을 수 있다.
또한 AM3 CPU의 DDR3 메모리 컨트롤러가 AM2, AM2 및 AM3 보드에서 일반적으로 사용되는 DDR2 메모리와 호환되지 않기 때문에 AM3, AM2 또는 AM2 CPU용으로 설계된 많은 시스템에서 AM3 CPU가 제대로 작동하지 않을 수 있다.

## 방열판
방열판을 마더보드에 고정하기 위한 4개의 구멍은 AMD 소켓 AM2, 소켓 AM2, 소켓 AM3, 소켓 AM3 및 소켓 FM2에 대해 측면 길이가 48mm 및 96mm인 직사각형에 배치된다. 따라서 냉각 솔루션은 상호 교환이 가능해야 한다.

## 같이 보기
- AMD 칩셋 목록